# Eupithecia hebudium
Eupithecia hebudium är en fjärilsart som beskrevs av Sheldon 1899. Eupithecia hebudium ingår i släktet Eupithecia och familjen mätare. Inga underarter finns listade i Catalogue of Life.